# ديفيد يونغ (سياسي)
ديفيد يونغ (بالإنجليزية: David Young)‏ هو سياسي بريطاني، ولد في 2 سبتمبر 1931 في بونه في الهند، وتوفي في 10 أغسطس 2008 بسبب سرطان. انتخب أسقف.